# Гетто в Кореличах
Гетто в Коре́личах (июль 1941 — 2 июня 1942) — еврейское гетто, место принудительного переселения евреев посёлка Кореличи Гродненской области и близлежащих населённых пунктов в процессе преследования и уничтожения евреев во время оккупации территории Белоруссии войсками нацистской Германии в период Второй мировой войны.

## Оккупация Кореличей и создание первого гетто
В 1931 году в посёлке Кореличи жили 1300 евреев, ещё несколько десятков евреев проживали в соседних деревнях Цирин, Еремичи, Валевка, Мондин, Сапотница.
После того, как в сентябре 1939 года нацистами была оккупирована Польша, в Кореличах стати появляться еврейские беженцы из западной Польши.
Немецкие войска захватили Кореличи 26 июня 1941 года, и оккупация продлилась более трех лет — до 8 июля 1944 года.
Главным органом оккупационной власти была военная комендатура. Эсэсовцами командовал Хенчике. Местную полицию по очереди возглавляли Касперович. Страшко и Друтько. «Бобики» (так в народе презрительно называли полицаев) безнаказанно избивали и грабили евреев. Полицай Ёжик изнасиловал дочь сапожника Балитницкого. После длительных истязаний в полиции был убит мельник Олтер Серебряник.
Сразу после оккупации евреев зарегистрировали, выдали удостоверения личности и под угрозой расстрела обязали нашить на верхней одежде на груди и на спине жёлтые шестиконечные звёзды (по другим свидетельствам, жёлтые латы).
Немцы, реализуя нацистскую программу уничтожения евреев, летом 1941 года организовали в местечке гетто, согнав туда около 1000 человек. В конце июля 1941 года раввину Вернику и ещё нескольким евреям приказали организовать юденрат. Председателем поставили Шимона Залевянского, секретарём — беженца Липку, членами юденрата — Мойшеке Кивелевича и Боруха Шимшелевича. Еврея из Лодзи Либхобера назначили переводчиком, но вскоре полицаи его убили. Немцы сразу же приказали юденрату собрать и выплатить «контрибуцию» золотом и ценностями, после чего уехали. Такое вымогательство повторялось несколько раз.
Оккупационные власти под страхом смерти запретили евреям снимать опознавательные знаки на верхней одежде, выходить из гетто без специального разрешения, менять место проживания и квартиру внутри гетто, ходить по тротуарам, пользоваться общественным транспортом, находиться на территории парков и общественных мест, посещать школы.
Немцы очень серьёзно относились к возможности еврейского сопротивления, и поэтому в первую очередь убивали в гетто или ещё до его создания евреев-мужчин в возрасте от 15 до 50 лет — несмотря на экономическую нецелесообразность, так как это были самые трудоспособные узники. В связи с этим в июле 1941 года юденрат по немецкому приказу собрал всех евреев Кореличей на рыночной площади. Из них отобрали 105 самых авторитетных — бывших членов городского собрания и руководителей общины. Отобранных отвели в здание бейт-мидраша и закрыли там на ночь, причем полицаи охраняли здание и не позволяли передавать еду. На следующий день арестованных отправили на грузовиках в направлении Новогрудка и расстреляли в неизвестном до сих пор месте.
Евреев ежедневно использовали на самых тяжелых принудительных работах — большей частью, вытаскивать из грязи, собирать и ремонтировать брошенные при отступлении автомобили. Эта работа сопровождалась издевательствами, избиениями и унижениями. Евреев заставляли лизать колёса отремонтированных машин, сапоги полицаям, запрягаться в телеги и тащить их вместо лошадей, раздеваться до пояса на холоде и многое другое. Также рабский труд евреев использовали на восстановлении разрушенного моста через реку Сервеч.
15 августа 1941 года в Кореличах остановилась группа проезжавших немцев. Сначала они ограбили еврейские дома, затем приказали юденрату позвать раввина Исроэла Верника и с ним 10 человек. Их заставили вынести из обеих синагог свитки Торы, талесы, религиозные книги и мебель, и подожгли синагоги и все эти вещи. Немцы вырвали у раввина бороду и бросили её в костёр. Нескольких человек, попытавшихся скрыться в синагоге, нашли и расстреляли. Раввина отвезли в Новогрудок и убили несколько дней спустя.
В начале ноября (до 10 числа) 1941 года в Кореличах была проведена ещё одна «акция» (таким эвфемизмом нацисты называли организованные ими массовые убийства), число жертв которой до сих пор неизвестно. В начале декабря 1941 года в районе Кореличей были проведены ещё несколько массовых расстрелов евреев.

## Создание второго гетто
В феврале (1 марта) 1942 года немцы создали в Кореличах другое гетто. Евреев переселили из района их проживания на центральных улицах поселка в несколько домов на окраине, заставив людей разместиться примерно по 50 человек в каждом доме. Из вещей позволили взять только то, что люди смогли унести, а возвращаться за оставшимися вещами запретили. В домах соорудили трехэтажные нары с узкими проходами по 40 сантиметров. В это гетто также переселили несколько еврейских семей из Цирина, Полужья, Сапотницы и Мондина.
Гетто было обнесено колючей проволокой и охранялось местной полицией, одетой в немецкую форму. Узников вынудили создать в гетто еврейскую полицию. Гетто было перенаселено и страдало от голода.
За границами гетто были оборудованы мастерские, в которых работали евреи-специалисты. Других узников гетто выдавали на различные работы местным жителям. За эти работы евреям не платили, и только иногда хозяева давали кусок хлеба или картошку. Иногда крестьяне из ближних деревень меняли продукты на вещи через ограждение гетто. Позже немцы разрешили и евреям-специалистам выходить на рыночную площадь, где их брали на работы местные крестьяне. Несколько групп узников отправили в деревню Дворец на строительные работы для организации Тодта.
Выйти из гетто было возможно, но ежедневно утром и вечером узников пересчитывали, и, если людей не хватало, могли расстрелять других. В связи с такой коллективной ответственностью, которую ввели немцы, группа, которая планировала уйти в лес к партизанам, отказалась от своих планов. В эту группу входили Мордехай Мейерович, Моше Шиллинг, Довид Лившиц, Бенче Гулкович, Пика Гилерт, Хелена Калита.

## Уничтожение гетто
В мае 1942 года немцы приказали юденрату переписать всех трудоспособных узников гетто вместе с детьми и семьями для отправки в Новогрудок. В получившемся списке оказалось 998 фамилий. Через юденрат евреев предупредили, что через три дня их всех переселяют в Новогрудок, а те, кто не пойдет добровольно, будет расстрелян. Узнав о предстоящем переселении, крестьяне из соседних деревень стали массово приезжать в Кореличи для выменивания вещей у евреев.
Утром 2 июня 1942 года евреев согнали на рыночную площадь. Больных и тех, кто не вышел, убили прямо в домах. Обреченных людей построили в колонну по 4 человека в ряд и под охраной полиции повели в Новогрудок — за 24 километра. К вечеру колонна прибыла в Новогрудское гетто на Пересеке. Кроме евреев из Кореличей, уже с весны 1942 года нацисты сгоняли в Новогрудок евреев из местечек Любча, Столовичи, Вселюб, Делятичи, Кореличи, Новая Мышь, Снов, Полонка, Нечневичи, Разводово, Турец, Цирин, Крошин, Еремичи — всего около 5500 человек. В переполненном гетто не было места, и евреи из Кореличей разместились в подвалах, хлевах и на чердаках.
Летом 1942 года нескольким молодым евреям из Кореличей удалось бежать из гетто в Новогрудке и присоединиться к отряду братьев Бельских. Остальные кореличские евреи были убиты 8 августа 1942 года и 4 февраля 1943 года (в конце 1942 года) на Литовке в 2 километрах от Новогрудка.

## Организаторы и исполнители убийств
Сохранились имена организаторов и исполнителей массовых убийств евреев в Кореличах. Это — шеф жандармерии в Кореличах немец Шинго, главы районной полиции Касперович Константин, Друтько Николай, Шиховецкий Петр и глава полиции Кореличей Степура.

## Память
Из расстрелянных в Новогрудке кореличских евреев удалось установить только 700 фамилий.
В Государственном архиве Гродненской области (ГАГроО) имеются списки евреев, содержащихся в гетто Кореличей в 1942 году.
Опубликованы неполные списки жертв геноцида евреев в Кореличах.